# Cymothoe fontainei
Cymothoe fontainei là một loài bướm thuộc họ Nymphalidae. Loài này phân bố ở Cameroon, Cộng hòa Congo và Cộng hòa Dân chủ Congo.

## Phân loài
- Cymothoe fontainei fontainei (Cộng hòa Dân chủ Congo)
- Cymothoe fontainei debauchei Overlaet, 1952 (Congo: Etoumbi, Cameroon: Nyong)